# TUSC5
TUSC5 (англ. Tumor suppressor candidate 5) – білок, який кодується однойменним геном, розташованим у людей на 17-й хромосомі. Довжина поліпептидного ланцюга білка становить 177 амінокислот, а молекулярна маса — 19 254.
| 10         |  | 20         |  | 30         |  | 40         |  | 50         |
| ---------- |  | ---------- |  | ---------- |  | ---------- |  | ---------- |
| MAHPVQSEFP |  | SAQEPGSAAF |  | LDLPEMEILL |  | TKAENKDDKT |  | LNLSKTLSGP |
| LDLEQNSQGL |  | PFKAISEGHL |  | EAPLPRSPSR |  | ASSRRASSIA |  | TTSYAQDQEA |
| PRDYLILAVV |  | ACFCPVWPLN |  | LIPLIISIMS |  | RSSMQQGNVD |  | GARRLGRLAR |
| LLSITLIIMG |  | IVIIMVAVTV |  | NFTVQKK    |  |            |  |            |

A: Аланін

C: Цистеїн

D: Аспарагінова кислота

E: Глутамінова кислота

F: Фенілаланін

G: Гліцин

H: Гістидин

I: Ізолейцин

K: Лізин

L: Лейцин

M: Метіонін

N: Аспарагін

P: Пролін

Q: Глутамін

R: Аргінін

S: Серин

T: Треонін

V: Валін

W: Триптофан

Кодований геном білок за функцією належить до фосфопротеїнів. 
Локалізований у мембрані.